# Концертный зал имени Уолта Диснея
Концертный зал имени Уолта Диснея (англ. Walt Disney Concert Hall) — новейшая концертная площадка Лос-Анджелеса, домашняя сцена Лос-Анджелесского филармонического оркестра. Открыт 23 октября 2003 года.

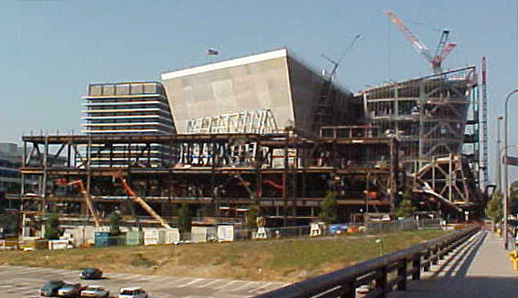
Строительство здания (2001)

У истоков проекта стояла вдова Уолта Диснея Лилиан, в 1987 г. пожертвовавшая на создание в Лос-Анджелесе нового концертного зала 50 миллионов долларов. Архитектор Фрэнк Гери, один из крупнейших зодчих мира, разработал проект здания к 1991 г., в 1992 г. началось строительство подземного гаража под концертным залом (сооружение гаража было отдельно профинансировано муниципальными властями). Работы над самим концертным залом некоторое время откладывались, поскольку стоимость его оказалась гораздо выше предполагавшейся, и потребовалось дополнительное финансирование. В итоге стоимость проекта составила около 170 миллионов долларов, из которых семья Диснея внесла примерно половину, ещё 25 миллионов пожертвовала Компания Уолта Диснея. Строительство началось в декабре 1999 г. и было завершено в 2003 г. В 2005 г. были произведены некоторые внешние переделки, связанные с жалобами жителей соседних домов: стальные панели, которыми облицован фасад концертного зала, концентрировали солнечные лучи, так что в некоторых квартирах напротив стояла невыносимая жара, а температура поверхности тротуара достигала 60 °C.

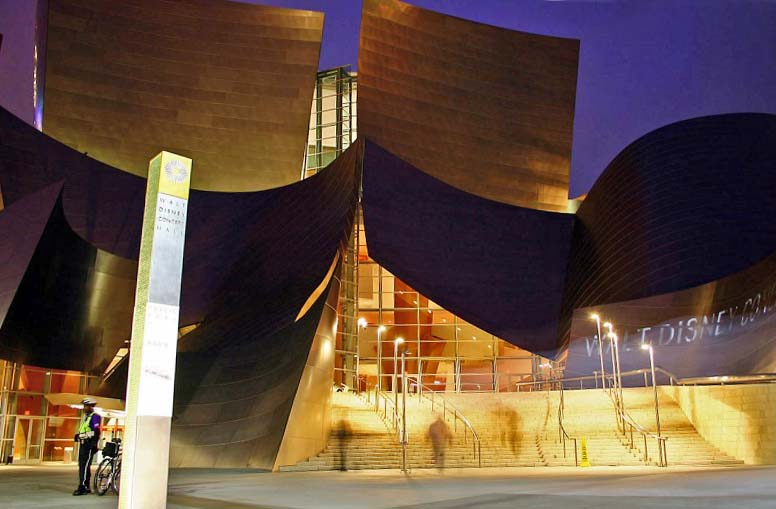
Главный вход

Зал рассчитан на 2265 слушателей. Его акустику специалисты единодушно оценивают высоко, при том, что мнения об архитектуре Гери традиционно противоречивы. В данном случае разногласия вызвало не только решение наружного фасада, но и такой значительный элемент внутреннего убранства зала, как фасад органа, парадоксально решённый архитектором в виде пучка торчащих под разными углами трубок.

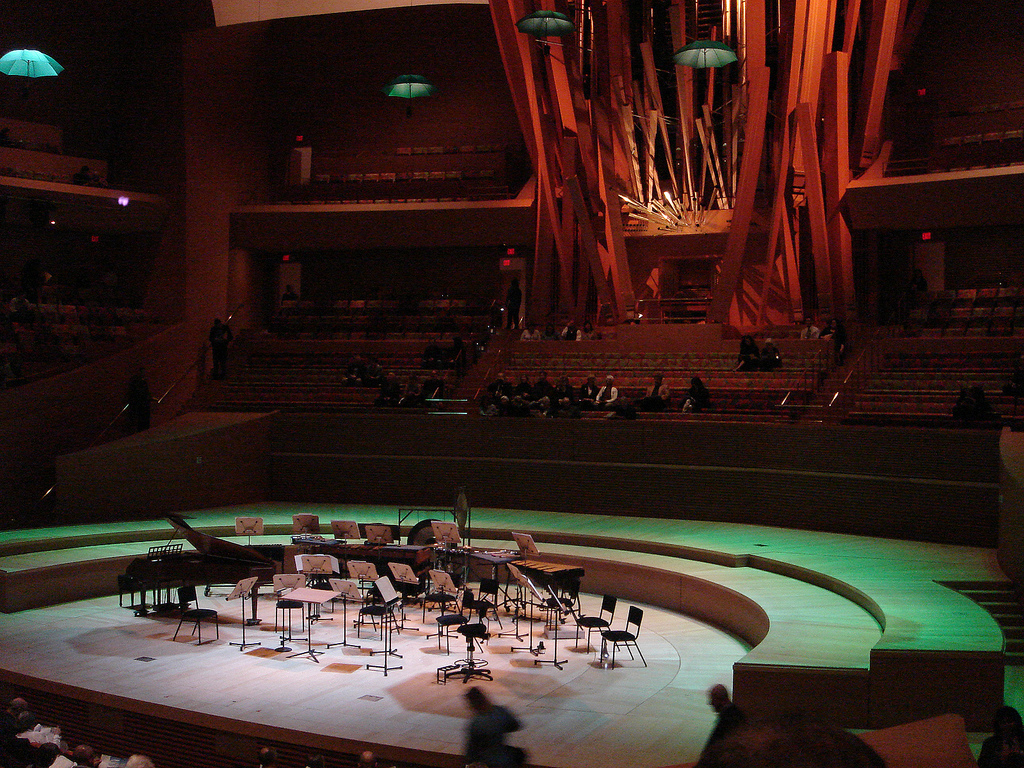
Сцена и фасад органа

Наряду с концертами академической и, реже, джазовой музыки концертный зал имени Диснея спорадически используется и для других акций. В частности, в 2003 году именно здесь прошла мировая премьера фильма «Матрица: Революция».
В 2005 году в эфир вышел эпизод «Тюремная крыса» мультсериала «Симпсоны». В нём в Спрингфилд приглашают Фрэнка Гери, который строит его жителям концертный зал, очень напоминающий Зал Уолта Диснея.